# Yigoga eureteocles
Yigoga eureteocles är en fjärilsart som beskrevs av Charles Boursin 1940. Yigoga eureteocles ingår i släktet Yigoga och familjen nattflyn. Inga underarter finns listade i Catalogue of Life.